# 1-es busz (Vác)
A váci 1-es jelű autóbusz a szérűskerti oktatási centrumot Kisvácon, a történelmi városmagon és az alsóvárosi lakótelepen keresztül köti össze a kórházzal. A járatok közül valójában csak mindössze négy darab közlekedik tovább az alsóvárosból a kórházig, azok is csupán munkanapokon. Ekkor a kórházig nem közlekedő járatok végállomása már tulajdonképpen a Nagymező utcai megálló. A 360-as viszonylatnak nagy szerepe van a reggeli és a délutáni csúcsidőben a város széli oktatási centrumba, illetve onnan az alsóvárosi lakótelepre a diákok szállításában. Csúcsidőn kívül, hétvégén és tanszünetben a viszonylat utasforgalma gyér és mivel ezen időszakokban az oktatási centrumba elvileg senki sem utazik, a járatok csak a Buki sor megállóig közlekednek (kivéve tanítási idő alatti munkanapokat, amikor a délelőtti órákban is közlekednek a járatok az oktatási centrumba). Az 1-es busz átlagosan óránként egyszer közlekedik.

## Története
2008 őszétől kezdődően a betétjáratok számozása Vácon a helyi járatokon megszűnt, így a szérűskert, illetve Buki sor végállomások és a Nagymező utca közötti járatok jelzése a korábbi 12-esről az alapjárat számára, a 11-esre változott, majd 2009. június 16-án a vonalat átszámozták 360-asra.
2024. március 1-jétől a Volánbusz a Vác helyi járatát alkotó 360–366 jelzésű vonalakat átszámozta, a korábbi 360-as vonalból lettek az új 1-es és 11-es autóbuszvonalak. A módosítás nem érintette az autóbuszok menetrendjét.

## Járművek
2009 előtt az egész üzemidő alatt a vonalon csak egy darab Ikarus 280-as busz ingázott a végállomások között, azonban a 200-as járműcsalád selejtezése óta egy E94 vagy E95-ös autóbusz szállítja az utasokat.

## Megállóhelyei
| 0  | Szérűskert autóbusz-forduló végállomás | 23                 | 4 342, 347, 455                                                                    |
| 1  | Szérűskert Oktatási Centrum            | 22                 | 4, 33, 55 342, 347, 455                                                            |
| 2  | Buki sor vonalközi végállomás          | 21                 | 4, 33, 55 342, 347, 455                                                            |
| 3  | Pap Béla utca                          | 20                 | 4, 33, 55 455                                                                      |
| 4  | Kálvin utca                            | 19                 | 4, 55                                                                              |
| 5  | Kőkapu                                 | 18                 | 4, 55                                                                              |
| 6  | Köztársaság út 40.                     | 16                 | 4, 55                                                                              |
| 7  | Március 15. tér                        | 14                 | 4, 5, 55                                                                           |
| 8  | Konstantin tér                         | 13                 | 4, 5, 55                                                                           |
| 9  | Budapesti főút                         | 12                 | 4, 5, 55                                                                           |
| 11 | Zöldfa utca                            | ∫                  |                                                                                    |
| 12 | Kölcsey utca                           | ∫                  |                                                                                    |
| ∫  | Földváry tér                           | 11                 | 4, 5, 55 300, 342, 343, 345, 348, 371, 455 1013                                    |
| ∫  | Magyar utca                            | 9                  |                                                                                    |
| ∫  | Vásár utca                             | 8                  |                                                                                    |
| 14 | Nagymező utca vonalközi végállomás     | 7                  |                                                                                    |
| 15 | Vásár utca                             | 5                  |                                                                                    |
| 16 | Magyar utca                            | 4                  |                                                                                    |
| 17 | Honvéd utca                            | 3                  | 4, 5, 55 300, 314, 333, 334, 335, 336, 337, 338, 339, 342, 343, 345, 347, 371, 455 |
| 18 | Telep utca                             | 1                  | 4, 5, 6, 33, 55 314, 333, 334, 335, 336, 337, 338, 339, 347                        |
| 19 | Kórház vonalközi végállomás            | 0                  | 4, 5, 55, 6 314, 333                                                               |
| 21 | Nógrádi utca                           |                    | 4, 5, 6, 33, 55                                                                    |
| 22 | Vörösmarty tér                         | 4, 5, 6, 33, 55    |                                                                                    |
| 23 | Deákvár, ABC                           | 3, 4, 5, 6, 33, 55 |                                                                                    |
| 24 | Fürj utca                              | 3, 4, 5, 6, 33, 55 |                                                                                    |
| 25 | Deákvári főút 29.                      | 3, 4, 5, 6, 33, 55 |                                                                                    |
| 26 | Radnóti út                             | 3, 4, 5, 6, 33, 55 |                                                                                    |
| 27 | Híradó tér érkező végállomás           | 4, 5, 55           |                                                                                    |

## Képgaléria

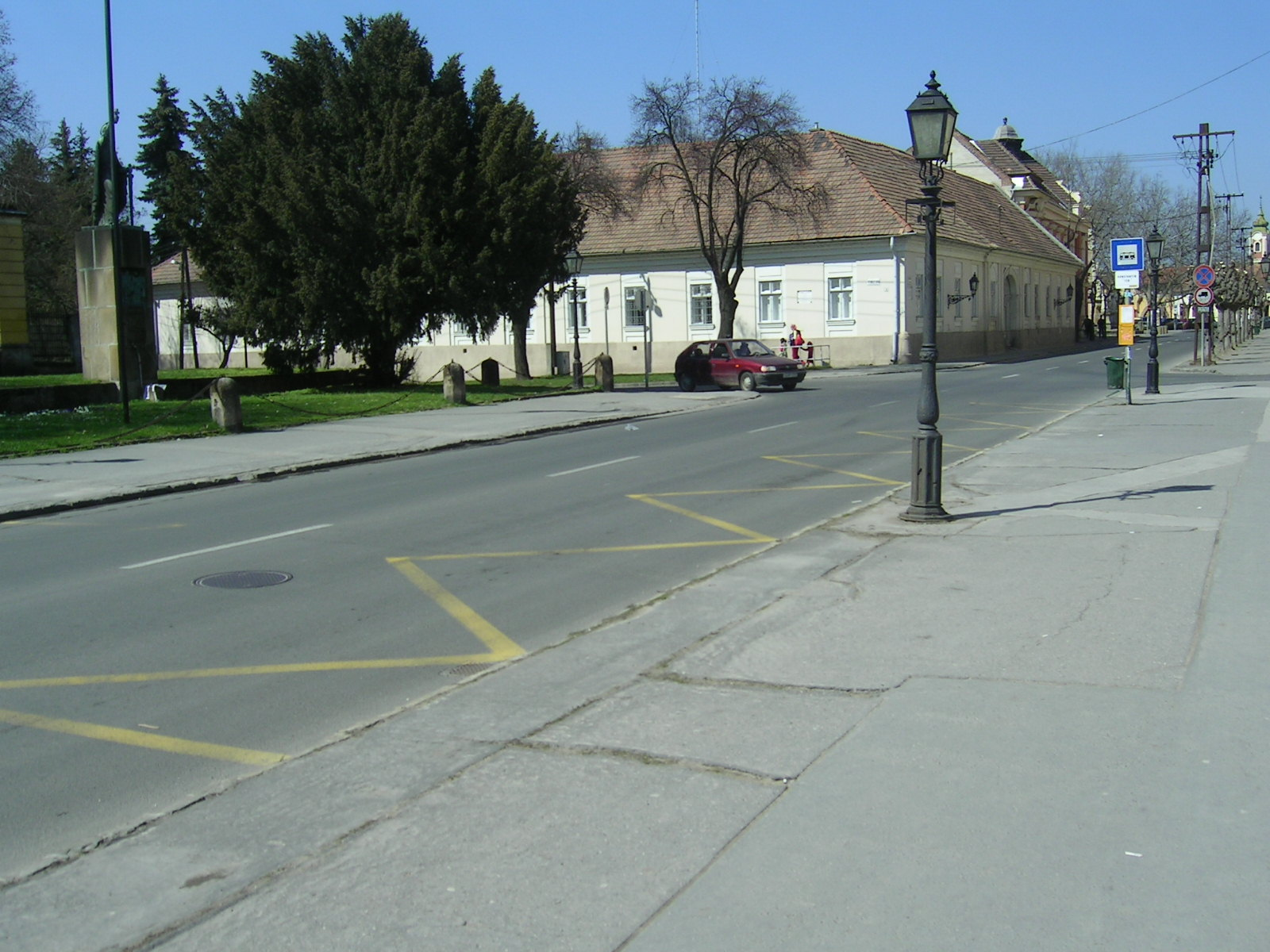
Konstantin téri megálló a Március 15. tér irányába
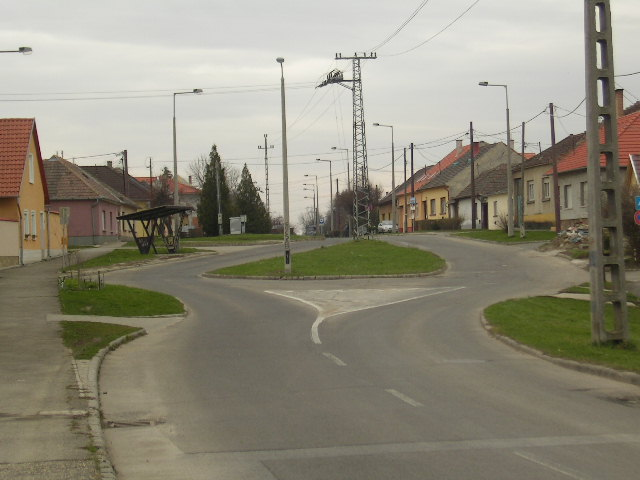
A Buki sor autóbusz-forduló. Tanítási időn kívül a 360-as járat végállomása
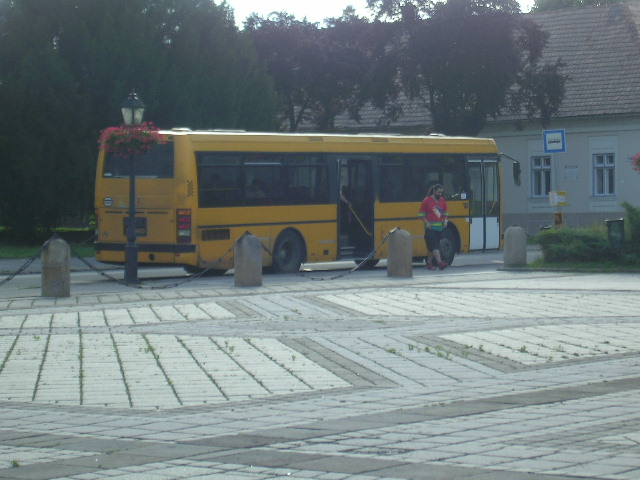
A Nagymező utca felől a legutolsó 360-as busz érkezett a Konstantin téri megállóba egy júliusi kora estén